# إينارا مورنيتسا
إينارا مورنيتسا (من مواليد 30 ديسمبر 1970) هو صحفية وسياسية من لاتفيا، وهي رئيس مجلس النواب منذ 2014. أعيد انتخابها كرئيسة لمجلس النواب في 6 نوفمبر 2018 بأغلبية 44 صوتًا مقابل 32.

## السيرة الشخصية
في عام 2007 تخرجت من كلية الاقتصاد والثقافة، وفي عام 2009 تخرجت من جامعة لاتفيا. عملت كصحفية في صحيفة لاتفيا أفيزي، وتوقفت عن العمل هناك في أغسطس 2011.

## الأنشطة السياسية
في عام 2011 خاضت انتخابات البرلمان الحادي عشر من قائمة التحالف الوطني وانتخب عضوا في البرلمان. عملت في السايما كرئيسة لمفوضية حقوق الإنسان والشؤون العامة. في عام 2014 تم انتخابها لعضوية البرلمان الثاني عشر وأصبحت رئيسة البرلمان، واحتفظت بمنصب رئيس مجلس النواب طوال الدورة الثانية عشرة لمجلس النواب.
تم انتخابها لعضوية مجلس النواب الثالث عشر في خريف 2018. وللولاية الثانية على التوالي انتُخبت رئيسةً لمجلس النواب أمام دغمارا بيتنيري-لوغالا.